# W6-huset

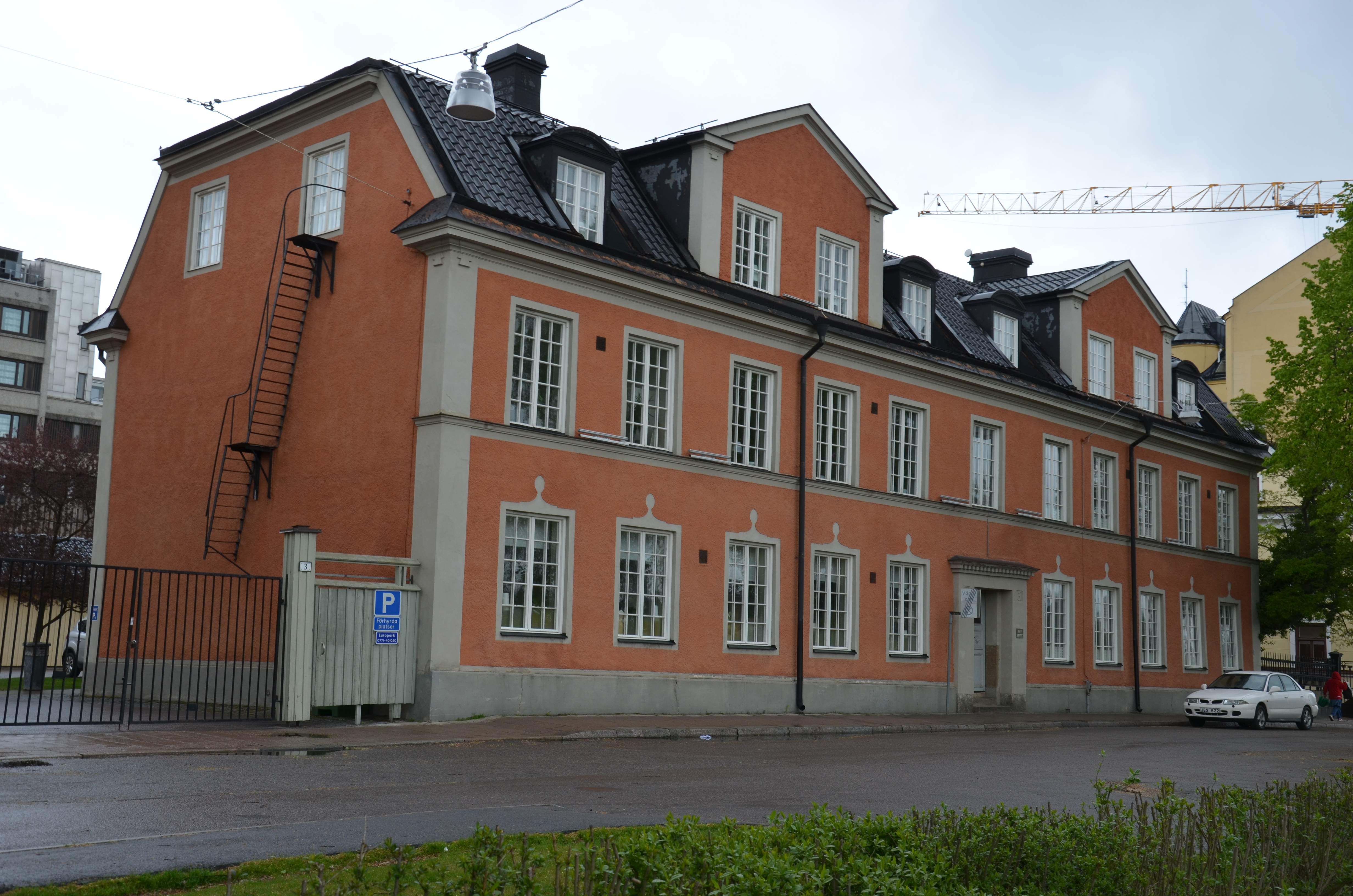
W6-huset i Norrköping

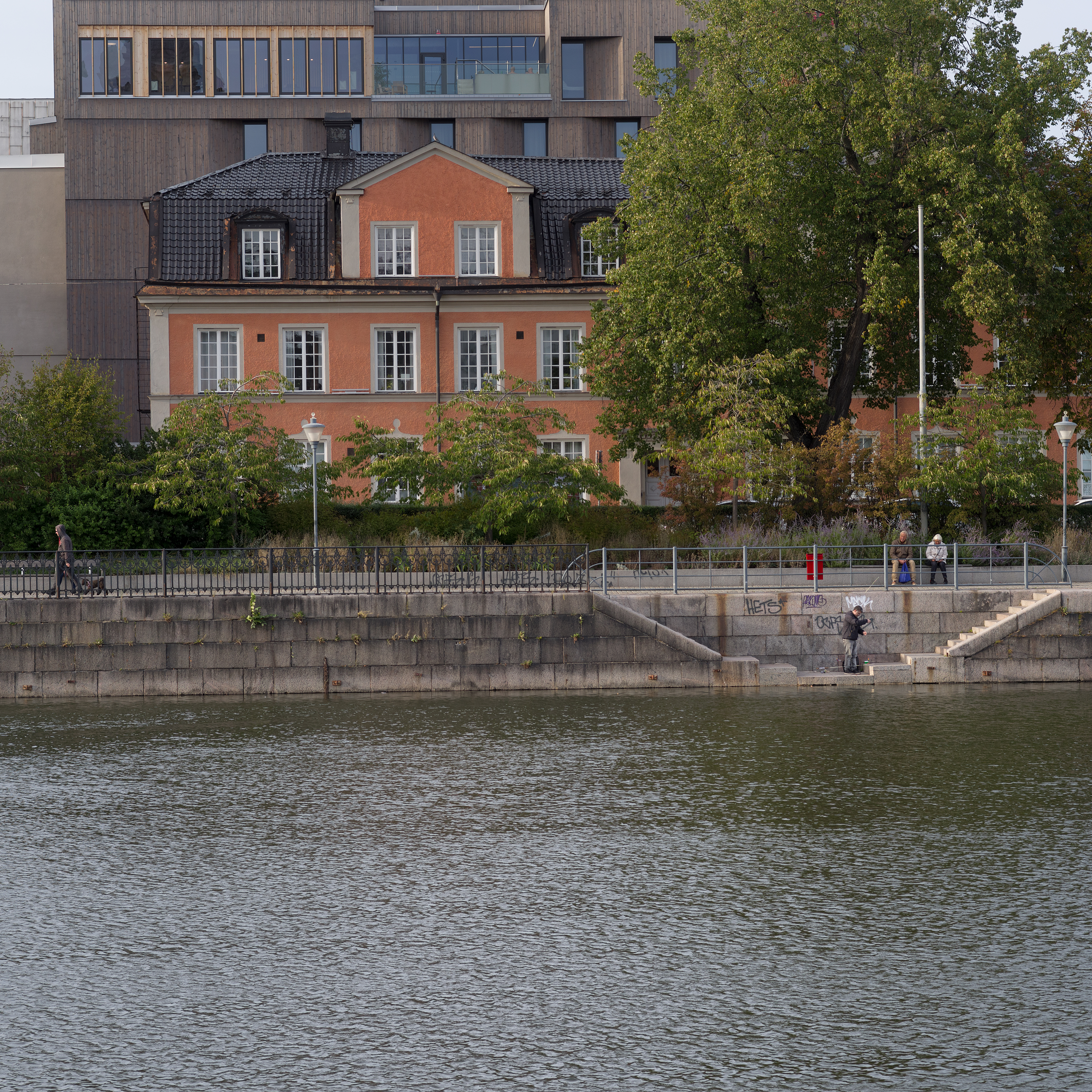

W6-huset är en kulturminnesskyddad byggnad vid Saltängsgatan i Saltängen i Norrköping.
W6-huset är byggt i tegel, sannolikt 1760, efter ritningar av byggmästaren Johan Fredric Fehmer. Det byggdes till västerut 1806 och ombyggdes också omkring 1851. 
Ordenssällskapet W6 lät inreda en ordenssal med musikläktare på vindsvåningen 1864 och bedrev åren 1861-1906 restaurangrörelse i större delen av byggnaden. År 1909 flyttade Östergötlands Folkblad in sin redaktion i huset och 1921 inreddes lägenheter.